# ダシェンコ・リカルド
ダシェンコ・アドリアーノ・リカルド（Dashenko Adriano Ricardo, 1990年3月1日 - ）は、オランダ領アンティルのキュラソー島ウィレムスタッド出身のプロ野球選手（捕手）。右投右打。

## 経歴

### プロ入りとオリオールズ傘下時代
2007年にドラフト外でボルチモア・オリオールズと契約を結んだ。ルーキー級ドミニカンサマーリグ・オリオールズで38試合に出場し、1本塁打19打点2盗塁、打率.297だった。
2008年はルーキー級ガルフ・コーストリーグ・オリオールズで29試合に出場し、打率.169だった。
2009年はA級デルマーバ・ショアバーズで6試合に出場し、6月からはルーキー級ブルーフィールド・オリオールズで49試合に出場し、17打点3盗塁、打率.243だった。7月にA-級アバディーン・アイアンバーズへ昇格。16試合に出場し、打率.122だった。
2010年はルーキー級ブルーフィールドで16試合に出場し、1本塁打4打点、打率.241だった。
2011年に解雇された。

### ジャイアンツ傘下時代
オリオールズ解雇後、サンフランシスコ・ジャイアンツとマイナー契約を結んだ。同年はルーキー級アリゾナリーグ・ジャイアンツで3試合に出場した。
2012年はA級のセイレムカイザー・ボルケーノズで47試合に出場し、2本塁打17打点、打率.253だった。
2013年1月に解雇された。無所属のまま第3回WBCオランダ代表に選出された。

### ドジャース傘下時代
2013年3月17日に、ロサンゼルス・ドジャースとマイナー契約を結んだ。
2014年3月に解雇された。

### オランダ球界時代
2014年3月28日にホーフトクラッセのコレンドン・キンヘイムと契約を結んだ。
9月2日にフランス国際野球大会のオランダ代表に選出された。同大会でオランダ代表は初代優勝国となった。
大会終了後の9月12日に第33回ヨーロッパ野球選手権大会のオランダ代表に選出された。同大会ではオランダ代表が大会の記録である自国の20回の優勝を塗り替える3大会ぶり21度目の優勝を果たした。
2015年2月17日に「GLOBAL BASEBALL MATCH 2015 侍ジャパン 対 欧州代表」の欧州代表に選出され、3月10日の第1戦に「8番 捕手」で先発出場した。
4月13日に第15回ワールドポート・トーナメントと第1回WBSCプレミア12のオランダ代表候補選手に選出された。6月30日に第15回ワールドポート・トーナメントのオランダ代表に選出された。
オフの10月12日に第1回WBSCプレミア12のオランダ代表候補選手36名に選出され、10月20日に第1回WBSCプレミア12のオランダ代表選手28名に選出された。
2016年1月18日にキューバ代表の強化試合のオランダ代表に選出されたが、同試合は雨天中止となった。
2016年にキュラソー・ネプテューヌスに移籍し、6月に一時引退した。
引退状態で7月9日に第28回ハーレムベースボールウィークのオランダ代表に選出された。
8月25日に第2回フランス国際野球大会のオランダ代表に選出され、9月7日に第34回ヨーロッパ野球選手権大会のオランダ代表に選出された。両大会で優勝を果たした。
10月18日に日本代表との強化試合のオランダ代表に選出された。

### 北米独立リーグ時代
2016年11月1日に、同じオランダ代表経験者のランドルフ・オドゥバーと共に、独立リーグ・アメリカン・アソシエーションのリンカーン・ソルトドッグスと契約を結び、現役復帰した。
2017年2月7日、同年のアメリカ遠征のオランダ代表に選出された。2月9日に第4回WBCのオランダ代表に選出され、2大会連続2度目の選出を果たした。
2018年限りでリンカーン・ソルトドッグスを退団した。

### レイズ傘下時代
2019年3月30日にタンパベイ・レイズとマイナー契約を結び、傘下AAA級のダーラム・ブルズでプレー。16試合に出場し、打率.171、1本、5打点の成績を残した。11月4日にFAとなった。

### レイズ退団後
2020年はアメリカ独立リーグのフロンティア・リーグに所属するゲートウェイ・グリズリーズと契約を結んだが、新型コロナウイルスの感染拡大に伴いリーグ戦が中止となったため、プレーすることなくチームを退団し、ホーフトクラッセのキュラソー・ネプテューヌスと契約した。

## 詳細情報

### WBCでの打撃成績
| 年 度 | 代 表    | 試 合 | 打 席 | 打 数 | 得 点 | 安 打 | 二 塁 打 | 三 塁 打 | 本 塁 打 | 塁 打 | 打 点 | 盗 塁 | 盗 塁 死 | 犠 打 | 犠 飛 | 四 球 | 敬 遠 | 死 球 | 三 振 | 併 殺 打 | 打 率 | 出 塁 率 | 長 打 率 |
| ----- | -------- | ----- | ----- | ----- | ----- | ----- | -------- | -------- | -------- | ----- | ----- | ----- | -------- | ----- | ----- | ----- | ----- | ----- | ----- | -------- | ----- | -------- | -------- |
| 2013  | オランダ | 8     | 26    | 22    | 2     | 5     | 0        | 0        | 0        | 5     | 2     | 0     | 0        | 2     | 0     | 2     | 0     | 0     | 6     | 1        | .227  | .292     | .227     |
| 2017  | オランダ | 5     | 17    | 16    | 1     | 4     | 0        | 0        | 0        | 4     | 2     | 0     | 0        | 0     | 0     | 1     | 0     | 0     | 6     | 1        | .250  | .294     | .250     |

- 太字は大会最高

### WBSCプレミア12での打撃成績
| 年 度 | 代 表    | 試 合 | 打 席 | 打 数 | 得 点 | 安 打 | 二 塁 打 | 三 塁 打 | 本 塁 打 | 塁 打 | 打 点 | 盗 塁 | 盗 塁 死 | 犠 打 | 犠 飛 | 四 球 | 敬 遠 | 死 球 | 三 振 | 併 殺 打 | 打 率 | 出 塁 率 | 長 打 率 |
| ----- | -------- | ----- | ----- | ----- | ----- | ----- | -------- | -------- | -------- | ----- | ----- | ----- | -------- | ----- | ----- | ----- | ----- | ----- | ----- | -------- | ----- | -------- | -------- |
| 2015  | オランダ | 3     | 8     | 8     | 2     | 3     | 0        | 0        | 1        | 6     | 1     | 0     | 0        | 0     | 0     | 0     | 0     | 0     | 1     | 0        | .375  | .375     | .750     |

### 代表歴
- 2013 ワールド・ベースボール・クラシック・オランダ代表
- 2014年フランス国際野球大会オランダ代表
- 2014年ヨーロッパ野球選手権大会オランダ代表
- 2015 ワールドポート・トーナメント オランダ代表
- 2015 WBSCプレミア12 オランダ代表
- 2016 ハーレムベースボールウィーク オランダ代表
- 2016年フランス国際野球大会オランダ代表
- 2016年ヨーロッパ野球選手権大会オランダ代表
- 2017 ワールド・ベースボール・クラシック・オランダ代表
- 2019年ヨーロッパ野球選手権大会オランダ代表
- 2023 ワールド・ベースボール・クラシック・オランダ代表